# Солочин
Солочин (укр. Солочин) — село в Полянской сельской общине Мукачевского района Закарпатской области Украины. Находится в 7 км к северу от Свалявы на магистрали Чоп-Львов-Киев-Москва.
Расположено между живописными горами Крехаев — на востоке и Тесаник — на западе. Высота местности около 340 м над уровнем моря. Эта местность интересна тем, что в урочище Буковина находится много камней-валунов. Эти валуны являются историческим свидетельством, того что гора Тесаник — вулканического происхождения.
Название с. Солочин происходит от слова «Солоч», что означает «соль» и «солончак» — солонцовые почвы, большое количество которых есть на территории села.
Население по переписи 2001 года составляло 1111 человек. Почтовый индекс — 89321. Телефонный код — 3133. Занимает площадь 1,317 км². Код КОАТУУ — 2124085601.

## История
Заселение территории села Солочин приходится на бронзовый век (1—2 века до н. э.). Это подтверждают раскопки, проведенные в 1930 году археологической экспедицией Земского музея им. Легоцкого из Мукачево. В могильных раскопах в 1,5 км от села в урочище Пласнины, были найдены женские украшения, предметы быта.
В исторических документах село Солочин впервые упомянуто в 1430 году, как собственностью Другетов — выходцев из Италии.
Немало жителей села участвовало в антигабсбургской национально-освободительной войне венгерского народа 1703—1711 годов под предводительством Трансильванского князя Ференца II Ракоци.
В 1791 году здесь в урочище Мазанчином была построена деревянная церковь, которая сгорела в 1868 году. В том же году построена новая церковь, которая сохранилась поныне.
Серьёзно пострадало село во время голода 1787 и 1817 годов и от холеры — в 1848 году.
Местность вокруг Солочина богата минеральными источниками. Возле села расположены санатории «Квитка полонины» и «Хрустальный источник».
Через село проходит нефтепровод «Дружба», газопровод «Братство» и энергосистема «Мир».